# Гуюань
Гуюа́нь (кит. упр. 固原, пиньинь Gùyuán) — городской округ в Нинся-Хуэйском автономном районе КНР. Название означает «прочная Юань»; в средние века здесь существовала область Юаньчжоу, а при империи Мин на месте, где она когда-то располагалась, была создана новая область, получившая название «Гуюань».

## История
Ещё в эпоху Воюющих царств эти земли вошли в состав царства Цинь, и в IV в. до н. э. были созданы уезды Уши (乌氏县) и Чаона (朝那县). При империи Хань эти места вошли в состав округа Аньдин (安定郡), из 21 уезда которого на землях современного городского округа находились три: Уши, Чаона и Гаопин (高平县); власти округа Аньдин разместились в уезде Гаопин.
При империи Западная Цзинь вдобавок к уездам Уши, Чжаона и Гаопин был создан ещё и уезд Дулу (都卢县).
При империи Северная Вэй в 524 году была создана область Юаньчжоу (原州), власти которой разместились в посёлке Гаопин; области подчинялись округа Гаопин (高平郡) и Чанчэн (长城郡). При империи Суй в 607 году область Юаньчжоу была расформирована, а вместо неё был создан округ Пинлян (平凉郡). При империи Тан в 618 году округ Пинлян был упразднён, а вместо него была вновь создана область Юаньчжоу. В 742 году область Юаньчжоу была вновь переименована в округ Пинлян. В 763 году в эти земли вторглись тибетцы и опустошили регион. Набеги тибетцев продолжались вплоть до основания империи Сун, препятствуя нормальной жизни в этих местах.
При империи Сун в этих местах были созданы военные округа Чжэньжун (镇戎军), Хуайдэ (怀德军), Дэшунь (德顺军) и область Сиань (西安州). После того, как эти места завоевали чжурчжэни и включили их в состав империи Цзинь, область Сиань и военный округ Хуайдэ были расформированы, а военный округ Чжэньжун и военный округ Дэшунь были преобразованы в область Чжэньжун (镇戎州) и область Дэшунь (德顺州).
После монгольского завоевания страна была разделена на регионы-лу, и эти места вошли в состав региона Кайчэн (开成路), здесь находились области Кайчэн (开成州) и Гуанъань (广安州).
При империи Мин здесь были созданы область Гуюань (固原州) и Гуюаньский гарнизон (固原卫).
При империи Цин область Гуюань была поднята в статусе до «непосредственно управляемой» (то есть стала подчиняться напрямую властям провинции Ганьсу, минуя промежуточное звено в виде управы). После Синьхайской революции в Китае была проведена реформа административного деления, и области с управами были ликвидированы; в 1913 году на землях, ранее напрямую подчинённых властям области Гуюань был создан уезд Гуюань (固原县).
В 1936 году на территорию уезда Гуюань пришли войска китайских коммунистов, завершавшие Великий поход, и в северной части уезда был образован уезд Губэй (固北县), но в 1938 году он был расформирован. В 1943 году на стыке уездов Гуюань, Хайюань, Лундэ, Цзиннин и Хуэйнин был создан уезд Сицзи.
В 1949 году был образован Специальный район Пинлян (平凉专区) провинции Ганьсу, и эти земли вошли в его состав.
В 1953 году уезды Сицзи, Хайюань и Гуюань были объединены в Сихайгу-Хуэйский автономный район (西海固回族自治区) провинции Ганьсу. В 1955 году он был переименован в Гуюань-Хуэйскую автономную область (固原回族自治州) провинции Ганьсу.
В 1958 году эти земли перешли в состав новосозданного Нинся-Хуэйского автономного района, где из трёх уездов, ранее входивших в расформированную Гуюань-Хуэйскую автономную область, а также ещё двух уездов из состава Специального района Пинлян (平凉专区) был образован Специальный район Гуюань (固原专区). В 1970 году специальный район Гуюань был переименован в Округ Гуюань (固原地区).
В 1983 году восточная часть уезда Гуюань была выделена в отдельный уезд Пэнъян.
Постановлением Госсовета КНР от 7 июля 2001 года были расформированы округ Гуюань и уезд Гуюань, и образован городской округ Гуюань; территория бывшего уезда Гуюань стала районом Юаньчжоу в его составе.

## Административно-территориальное деление
Городской округ Гуюань делится на 1 район, 4 уезда:
| Карта | Карта  | Карта     | Карта     | Карта         | Карта         | Карта            |
| ----- | ------ | --------- | --------- | ------------- | ------------- | ---------------- |
|       |        |           |           |               |               |                  |
| #     | Статус | Название  | Иероглифы | Пиньинь       | Площадь (км²) | Население (2006) |
| 1     | Район  | Юаньчжоу  | 原州区    | Yuánzhōu qū   | 3520          | 440 000          |
| 2     | Уезд   | Сицзи     | 西吉县    | Xījí xiàn     | 3985          | 470 000          |
| 3     | Уезд   | Лундэ     | 隆德县    | Lóngdé xiàn   | 1269          | 188 000          |
| 4     | Уезд   | Цзинъюань | 泾源县    | Jīngyuán xiàn | 1431          | 120 000          |
| 5     | Уезд   | Пэнъян    | 彭阳县    | Péngyáng xiàn | 2529          | 250 000          |